# Dativus possessivus
Met de dativus possessivus (ook wel bezitsdatief, bezittersdatief en de datief van het bezit) wordt in het Latijn de bezitter aangeduid, wanneer het om een persoon gaat. Deze vorm wordt geconstrueerd met een vorm van het koppelwerkwoord esse (zijn) en een dativus. De Latijnse datief wordt in het Nederlands onderwerp van hebben; het Latijnse onderwerp wordt dan het lijdend voorwerp.
Mihi domus est.
Letterlijk staat er in deze zin Aan mij is een huis. In het Nederlands is het echter gebruikelijk deze zin te vertalen met een vorm van het werkwoord hebben (of bezitten).
Hierbij gaat het meewerkend voorwerp (mihi) als onderwerp dienen, het onderwerp (domus) als lijdend voorwerp en de vorm van esse wordt vertaald als hebben. Aldus wordt dit: Ik heb een huis'.
Deze dativus komt ook in ander talen voor, waaronder het Frans en het Hongaars:
La maison est à moi
Nekem van házam. Van házam. Házam van. Aan mij is mijn huis
Wanneer het gaat om lichamelijke (of geestelijke aspecten), wordt de bezitter ook bij andere werkwoorden dan esse soms met de datief aangeduid (dit wordt de dativus sympatheticus genoemd); Dit is vergelijkbaar in het Nederlands: 'Hij wreef zich de ogen uit' naast 'Hij wreef zijn ogen uit'.
Sese Caesari ad pedes proiecērunt. Zij wierpen zich voor de voeten van Caesar.
lett.: Zij wierpen zich voor de voeten aan Caesar.
algemene Latijnse vervoegingen en verbuigingen · accusativus cum infinitivo (AcI) · accusativus cum participio (AcP) · nominativus cum infinitivo (NcI) · participium praesentis activi (PPA) · perfectum · imperfectum · plusquamperfectum · futurum · futurum exactum · subjects- en objectsaccusativus · reflexief persoonlijk voornaamwoord · predicatieve bepaling · adverbium · participium perfecti passivi (PPP) · passivum · activum · gerundium · gerundivum · praesens · praesens historicum · comparativus · superlativus · supinum · participium · declinatie · ablativus absolutus · dativus possessivus